# The Soul of Blues Harmonica
The Soul of Blues Harmonica — дебютний студійний альбом американського блюзового музиканта Шейкі Гортона, випущений у серпні 1964 року лейблом Argo.  

## Опис
У 1964 році Волтер «Шейкі» Гортон записав дебютний альбом The Soul of Blues Harmonica на дочірньому лейблі Chess Records, Argo, який в основному орієнтувався на випуск джазової музики.
Сесії звукозапису відбулись 13 і 21 січня 1964 року на студії Ter-Mar Recording Studio в Чикаго (Іллінойс). У записі окрім Гортона (губна гармоніка) взяли участь гітарист Бадді Гай, органіст Боббі Бастер (вокал на «Wee Baby Blues» і «Hard Hearted Woman»), басисти Віллі Діксон (на цій сесії лише як вокаліст на «Good Moanin' Blues» і «Gonna Bring It on Home») і Джек Маєрс та ударник Віллі Сміт. Продюсерами альбому стали Діксон і Есмонд Едвардс.
Альбом включає 10 композицій, серед яких виділяються власна «Hard Hearted Woman» та інтерпретація «La Cucaracha».

## Список композицій
1. «Groove Walk» (інстр.) (Е. Герберт, Бадді Гай) — 3:15
2. «Wee Baby Blues» (Джо Тернер, Піт Джонсон) — 3:01
3. «It's Alright» (інстр.) (Мак-Кінлі Морганфілд) — 2:50
4. «Wrinkles» (інстр.) (Есмонд Едвардс) — 2:58
5. «Hard Hearted Woman» (Волтер Гортон) — 2:50
6. «John Henry» (інстр.) (аранж. Волтер Гортон) — 2:40
7. «Good Moanin' Blues» (Віллі Діксон) — 4:12
8. «Friday Night Stomp» (інстр.) (Волтер Гортон, Е. Герберт) — 3:00
9. «Gonna Bring It on Home» (Віллі Діксон) — 3:00
10. «La Cucharacha» (народна, аранж. Волтер Гортон) — 2:32

## Учасники запису
- Волтер Гортон — губна гармоніка
- Бадді Гай — гітара
- Боббі Бастер — орган, вокал (2, 5)
- Джек Маєрс — бас
- Віллі Діксон — вокал (7, 9)
- Віллі Сміт — ударні

Технічний персонал
- Віллі Діксон, Есмонд Едвардс — продюсери
- Рон Мало — інженер
- Томас Горман — дизайн обкладинки
- Джон Сігал — текст обкладинки